# Le Monastier-sur-Gazeille
Le Monastier-sur-Gazeille is een gemeente in het Franse departement Haute-Loire (regio Auvergne-Rhône-Alpes). De plaats maakt deel uit van het arrondissement Le Puy-en-Velay. Op 1 januari 2022 had Le Monastier-sur-Gazeille 1.773 inwoners. De plaats is het startpunt van de Wandelroute GR70.

## Geografie
De oppervlakte van Le Monastier-sur-Gazeille bedroeg op 1 januari 2022 39,39 vierkante kilometer; de bevolkingsdichtheid was toen 45 inwoners per km².. Door de gemeente stromen de rivieren Gazeille en Laussonne.

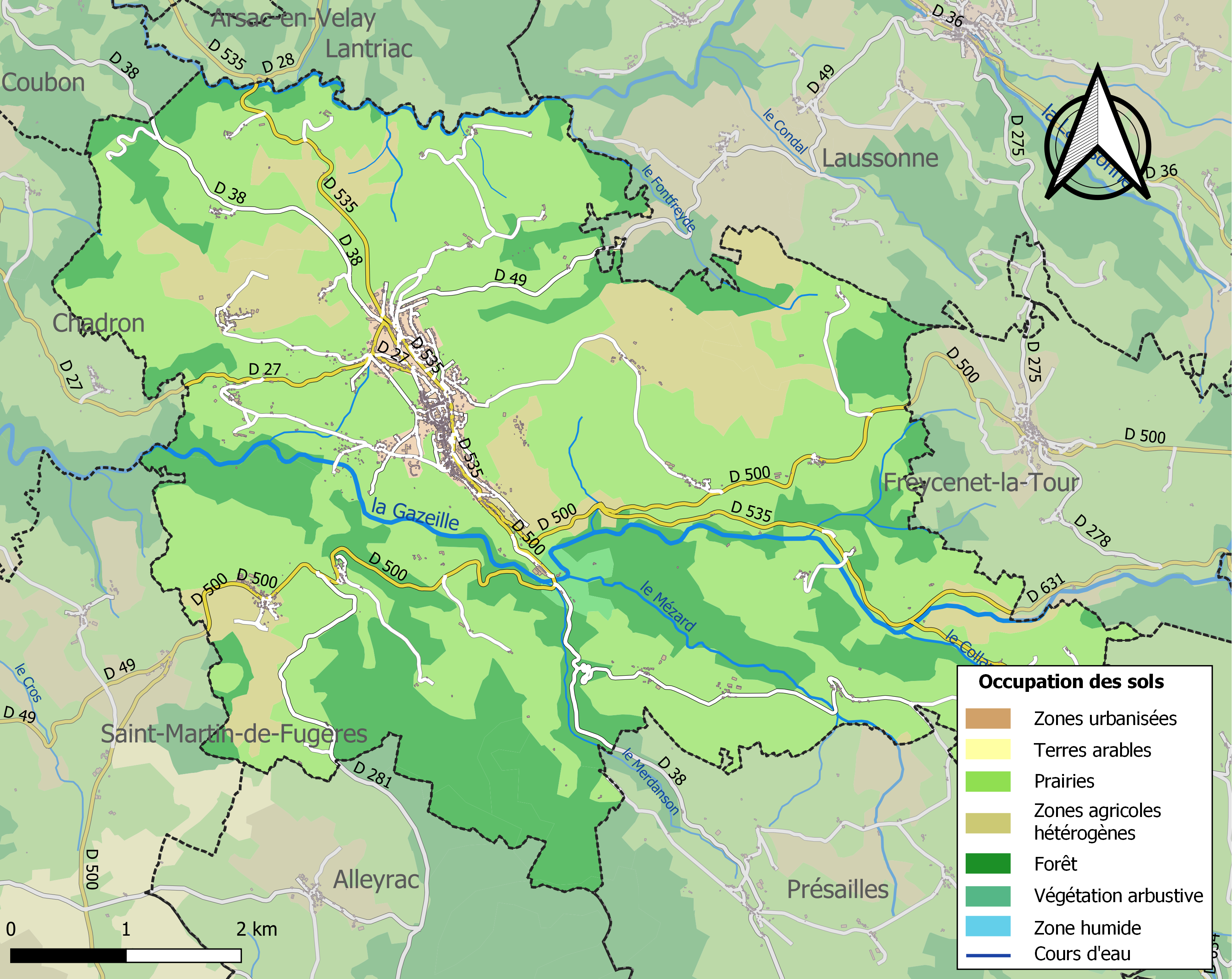
Kaart van de gemeente met de belangrijkste infrastructuur, bodemgebruik en omliggende gemeenten

## Demografie
Onderstaande figuur toont het verloop van het inwonertal (bron: INSEE-tellingen).